# Iridopsis syrniana
Iridopsis syrniana är en fjärilsart som beskrevs av Charles Oberthür 1883. Iridopsis syrniana ingår i släktet Iridopsis och familjen mätare. Inga underarter finns listade i Catalogue of Life.